# Федотовская дорожка
Федо́товская доро́жка — дорожка в городе Сестрорецке Курортного района Санкт-Петербурга. Проходит от 3-й Поперечной улицы до Тарховской улицы. На север продолжается улицей Мосина, на юг — проспектом Красных Командиров.
Название появилось в начале XX века. Происходит, вероятно, от фамилии командора Сестрорецкого яхт-клуба М. Н. Федотова. Но есть и версия, что дорожка названа по фамилии действительного статского советника Н. Т. Федотова (1859—1933), имевшего на ней дачный особняк, в котором при советской власти располагался детский сад, ныне разрушенный.
На участке от 3-й Поперечной улицы до площади у станции Тарховка проезжая часть отсутствует, существует только тропинка.
Нумерация домов односторонняя, сквозная без разделения на чётную и нечётную сторону.
В 1970 году вдоль Федотовской дорожки убраны деревянные заборы, а вместо них посажена венгерская сирень.

## Застройка
- № 42/22 — усадьба Авенариуса. Ныне здесь расположен санаторий «Тарховский» Министерства обороны[5].
  - литера О  781721203120006 — главный особняк (1914, арх. И. П. Володихин)[6]
  - парк с четырьмя и фонтаном (вторая половина XIX в., арх. И. П. Володихин; объект культурного наследия федерального значения)[6]

## Интересный факт
В Сестрорецке есть еще одна улица со статусом «дорожка» — Проходная, появившаяся в 1960-х годах очевидно под влиянием от Федотовской дорожки.